# Guido Cerniglia
Guido Cerniglia (Palermo, 1939. február 3. – Róma, 2020. május 14.) olasz színész, szinkronszínész.

## Fontosabb filmjei
Mozifilmek
- A fogoly ítéletre vár (Detenuto in attesa di giudizio) (1971)
- Kártyajáték olasz módra (Lo scopone scientifico) (1972)
- Gyorsított eljárás (Processo per direttissima) (1974)
- A bíró és a hóhér (Der Richter und sein Henker) (1975)
- A heroin útján (La via della droga) (1977)
- Őrült nők ketrece (La cage aux folles) (1978)
- Véres föld (Fatto di sangue fra due uomini per causa di una vedova. Si sospettano moventi politici) (1978)
- Ivo, az örök gyerek (Ivo il tardivo) (1995)
- Az egyiptomi tanács (Il consiglio d'Egitto) (2002)

Tv-filmek
- A marseille-i fiú (Il marsigliese) (1975)
- Drága húgom (La forza dell'amore) (1998)
- A nő a vonatról (La donna del treno) (1999)

Tv-sorozatok
- Polip (La piovra) (1987, két epizódban)
- Lányaim (Caterina e le sue figlie) (2010, két epizódban)